# Njegnjevo
Njegnjevo este un sat din comuna Bijelo Polje, Muntenegru. Conform datelor de la recensământul din 2003, localitatea are 699 de locuitori (la recensământul din 1991 erau 702 locuitori).

## Demografie
În satul Njegnjevo locuiesc 530 de persoane adulte, iar vârsta medie a populației este de 34,8 de ani (33,6 la bărbați și 36,1 la femei). În localitate sunt 169 de gospodării, iar numărul mediu de membri în gospodărie este de 4,14.
Această localitate este populată majoritar de sârbi (conform recensământului din 2003).
|  |

| Demografie | Demografie | Demografie |
| An         | Locuitori  | Locuitori  |
| ---------- | ---------- | ---------- |
|            |            |            |
|            |            |            |
|            |            |            |
|            |            |            |
| 1948       | 385        |            |
| 1953       | 412        |            |
| 1961       | 437        |            |
| 1971       | 512        |            |
| 1981       | 614        |            |
| 1991       | 702        | 693        |
| 2003       | 722        | 699        |

| \| Componența etnică conform recensământului din 2003[2] \| Componența etnică conform recensământului din 2003[2] \| Componența etnică conform recensământului din 2003[2] \| Componența etnică conform recensământului din 2003[2] \| Componența etnică conform recensământului din 2003[2] \| \| ----------------------------------------------------- \| ----------------------------------------------------- \| ----------------------------------------------------- \| ----------------------------------------------------- \| ----------------------------------------------------- \| \| \| \| \| \| \| \| Sârbi \| Sârbi \| \| 500 \| 71,53% \| \| Muntenegreni \| Muntenegreni \| \| 155 \| 22,17% \| \| Musulmani \| Musulmani \| \| 15 \| 2,14% \| \| Romi \| Romi \| \| 4 \| 0,57% \| \| Bosniaci \| Bosniaci \| \| 2 \| 0,28% \| \| Sloveni \| Sloveni \| \| 1 \| 0,14% \| \| necunoscută \| necunoscută \| \| 2 \| 0,28% \| |              |  |     |        |
| Componența etnică conform recensământului din 2003 |              |  |     |        |
| |              |  |     |        |
| Sârbi | Sârbi        |  | 500 | 71,53% |
| Muntenegreni | Muntenegreni |  | 155 | 22,17% |
| Musulmani | Musulmani    |  | 15  | 2,14%  |
| Romi | Romi         |  | 4   | 0,57%  |
| Bosniaci | Bosniaci     |  | 2   | 0,28%  |
| Sloveni | Sloveni      |  | 1   | 0,14%  |
| necunoscută | necunoscută  |  | 2   | 0,28%  |